# ビーフェルド-ブラウン効果
ビーフェルド-ブラウン効果（ビーフェルド-ブラウンこうか、英: Biefeld-Brown effect）は電極間に高い電圧をかけ、片側の電極を放電し易い尖った形状にすると、放電によりイオン化した気体の移動によって、電極に推力が発生しているように見える現象として定義されている。
高校卒業直前のトーマス・タウンゼント・ブラウンがクーリッジ管に高電圧をかけた時の状況から発見し、1928年にその研究に興味を示したポール・アルフレッド・ビーフェルドが共同という形で発表した。後日、イオンクラフトが浮上・飛行する原理だとされたが、発見者のブラウン自身はそれを否定（彼は数多くの実験を通じてイオン風とは別な力と見なすようになっており、当初は電気重力と呼んでいたが、後に19世紀の厳格な科学的素養が身に染み付いた人々の拒絶的な反応を警戒し、「誘電体のひずみ」という表現を多用）し、電荷と重力質量が結合していると想定した上で次のような仮説を立てている。
すなわち、原子がコンデンサーの電場にさらされると場は歪められ、電子が陽極方向に、原子核は陰極に引き寄せられ、電界中の荷電粒子により空間がひずみ、電界の向きとは逆方向（陰極側から陽極方向）へ（慣性駆動的な）力が働くというものである。
そして何年にもわたる基礎的な実験から
1. コンデンサーの電極間の幅が狭いほど推進力は大きい。
2. 誘電率が大きいほど推進力は大きい。
3. コンデンサーの電極面積が大きいほど推進力は大きい。
4. 電極間の電圧差が大きいほど推進力は大きい。
5. 誘電体の質量が大きいほど推進力は大きい。

との結論を出していた。（初期の実験では電圧をかけた一瞬の間だけに大きな力が働いていた為、後に効果を持続させるために短時間で連続的な入力を多数行える電源装置が用いられたようだ。）
ブラウンが行った実験は、まず複数枚の平行板コンデンサー（コンデンサー自体は瞬時に高電圧の充放電ができるタイプが用いられており、各コンデンサ間には絶縁体が仕込まれていた）を組み込んだ円盤状の実験機（直径60cmで、それなりの重量物であったことが当時の実験記録からうかがえる）を用意し、特定の周波数の電流と何万ボルトもの電圧を与えるという方法であった。1953年には直径6mの円コースの実験場で時速20kmくらいの速度で飛行方向を制御しながら、飛行させる実験（実験機は蒼い電光とかすかなハミング音を放っていたという）を成功させており、間もなく行われた次の公開実験では直径1m近い大きさの実験機（複数）で直径15m以上のコースを飛行させた（海軍研究試験所の学者達がビーフェルド-ブラウン効果をイオンクラフト効果で説明するようになったのはこの時からであるが、そのような激しい飛行を行えば強い電気嵐が生じているはずとの指摘もあり、さらに当時のブラウンの研究資金の助成要請に対するアメリカ政府の反応は徹底した拒絶で貫かれていたという経緯から、海軍や学者の姿勢はむしろこれに呼応した政治的なものだったと見ることもできる）。
渡欧したブラウンはイギリスとフランスで公開実験を行い、1955年にはフランスのシュドウエスト航空設計会社での実験で、高真空（10億分の1気圧）内では飛行特性が向上（これはイオンクラフト原理では説明できない）したばかりか、コンデンサにかける電圧を20万ボルトも高めると実験機の飛行性能はさらに向上し、試験装置の損耗を心配せねばならないほどだった。その結果を受けて専門の研究施設の建設が検討されたが突発的な会社の合併劇による混乱でその話は立ち消えとなった。
彼の業績は長らく忘れられていたが、後日、チャールズ･バーリッツの著作「The Philadelphia Experiment（フィラデルフィア計画）」内で補足的に扱われた（ブラウンが大戦中の軍事研究開発に関わっていたことから、彼の研究活動が軍事機密漏洩に繋がりかねないと軍中枢を警戒させた恐れがあると著者のバーリッツは見ていたようで、彼の活動が不審な形で次々と頓挫したことを列記している）ことでいわゆる反重力や未確認飛行物体 (UFO) の動力である等、しばしば疑似科学の領域で話題に上げられるようになり、UFOディスクロージャー・プロジェクトの影響で表面化した米軍の極秘宇宙計画用宇宙機の技術的説明の一部としても出てくるが、公式ではあくまで電気流体力学の領域で扱われる現象と定義されている。
2006年、ディスカバリーチャンネルのテレビ番組『怪しい伝説』第68回「クリスマスの電飾の危険 (原題: Anti‐Gravity Device)」において、巷にいくつかある「反重力装置」の効果を検証した中で言及された。そこでは「高電圧で重力を中和する」という触れ込みのキット（ブラウンの製造した実験機とは異なる）を組み立てて作動させたところ本当に宙に浮いたが、実際はイオン風を利用しているのではないかとの仮説が立てられ、ブラウンが行ったような絶縁措置の無いまま真空チャンバーの中に装置を持ち込み実験を行ったところ当然のようにショートを起こして浮上しなかった。さらに、カリフォルニア大学バークレー校の物理学教授の元へ装置を持ち込み、高精度で重力変化を測定してみると変化なしとの結論が出され、ブラウンの実験とはまるで異なる条件であったにも関わらず、その結果を持ってブラウンの主張が間違いであるかのような結論が出された。
だが、1968年に，ノースロップ社の技術者たちはビューフィールド・ブラウン効果を利用した風洞実験を行ない，その中で翼の前縁部を高電圧に帯電させ，航空機の衝撃音波を緩和するためにその現象の軍事的有用性を調査する形でブラウンの電気重力概念について大規模な試験を行なっていた．又、1991年5月に米空軍が行った真空を使った実験（報告書名「21世紀の推進概念Ⅰ～Ⅲ」）では火花放電による放電破壊が起こったものの、その時に既存の理論では説明できない推力が発生したと記録されており、詳細かつ多角的な再検証が必要と思われる。
なお、近年ではブラウンの研究に詳しい人物により、コンデンサを薄い板状（上面全てが陽極で下面全てが陰極である）にし、その個々を（ウランなどの重元素の中に浸かった）石英などで外気から遮蔽するように覆うなどして完全な絶縁状態に保つ形でショート防止策を施し、さらに（コンデンサの上を陽極に下を陰極にしながら）何重にも重ねれば出力も向上し、真空チャンバー内でも十分機能するとの指摘がなされている（説明された構造から判断して、確かにイオンクラフトとは異なった装置である）。
特許等の情報については英語版を参照。